# Mistrzostwa Świata U-20 w Rugby Union Mężczyzn 2023
Mistrzostwa Świata U-20 w Rugby Union Mężczyzn 2023 (2023 World Rugby U20 Championship) – trzynaste mistrzostwa świata w rugby union dla drużyn narodowych do lat dwudziestu, organizowane przez World Rugby. Turniej został rozegrany w Południowej Afryce w dniach 24 czerwca – 14 lipca 2023 roku. Wzięło w nim udział dwanaście drużyn, a tytuł mistrzowski obronili Francuzi.
W lutym 2022 roku World Rugby ogłosił, że po trzech latach przerwy światowe zawody w kategorii U-20 powrócą w roku 2023. Południowoafrykański Związek Rugby otrzymał prawa do organizacji turniejów w latach 2023–2024 pod koniec stycznia 2023 roku, jednocześnie ogłoszono, że zawody odbędą się w trzech miastach Prowincji Przylądkowej Zachodniej. Sędziowie mistrzostw zostali wyznaczeni pod koniec maja 2023 roku, a wśród nich znajdowała się Hollie Davidson – pierwsza kobieta na tym poziomie rozgrywek. Składy i charakterystyki zespołów.
Drużyny rywalizowały w pierwszej fazie systemem kołowym podzielone na trzy czterozespołowe grupy. Zwycięzca meczu zyskiwał cztery punkty, za remis przysługiwały dwa punkty, porażka nie była punktowana, a zdobycie przynajmniej czterech przyłożeń lub przegrana nie więcej niż siedmioma punktami premiowana była natomiast punktem bonusowym. Po zakończeniu pierwszej fazy ustalany był ranking przed dwumeczową fazą play-off – pierwsze cztery zespoły walczyły o mistrzostwo, kolejne cztery o miejsce piąte, zaś pozostałe o miejsce dziewiąte. Przy ustalaniu rankingu po fazie grupowej w przypadku tej samej ilości punktów lokaty zespołów były ustalane kolejno na podstawie:
- wyniku meczu pomiędzy zainteresowanymi drużynami;
- lepszego bilansu punktów zdobytych i straconych;
- lepszego bilansu przyłożeń zdobytych i straconych;
- większej liczby zdobytych punktów;
- większej liczby zdobytych przyłożeń;
- rzutu monetą.

Podczas mistrzostw były testowane zmiany w przepisach dotyczące penalizacji niebezpiecznej gry przy pomocy dodatkowych arbitrów telewizyjnych, a także pierwsza "inteligentna piłka" pomagająca w określeniu, czy piłka przekroczyła linię przyłożeń bądź boczną, została niepoprawnie wrzucona z autu, podana do przodu lub dotknięta podczas szarży kopu.
Od początku zawodów dominowała Francja, która jako jedyna odniosła w fazie grupowej trzy – i to wysokie – zwycięstwa, w tym nad Nową Zelandią, niespodziankami tej fazy były przegrane RPA z Włochami czy Argentyny z Gruzją. Ci ostatni nieomal nie zakończyli rywalizacji grupowej na pierwszym miejscu, jednak i tak zapewnili sobie najlepszy wynik w historii występów na mistrzostwach awansując do środkowej drabinki. W półfinałach Irlandia i Francja łatwo pokonały odpowiednio Południową Afrykę i Anglię, w finale Francuzi zrewanżowali się za porażkę pięć miesięcy wcześniej podczas Pucharu Sześciu Narodów U-20, zdobywając tym samym trzeci tytuł z rzędu. Z rozgrywek elity po zajęciu ostatniego miejsca wypadli Japończycy, a najlepszym graczem turnieju uznano przedstawiciela triumfatorów, Marko Gazzottiego.

## Uczestnicy
W zawodach uczestniczyło jedenaście najwyżej sklasyfikowanych drużyn z poprzednich mistrzostw oraz zwycięzca World Rugby U-20 Trophy 2019.
| Zespół                 | Liczba występów | Poprzednia pozycja | Składy |
| ---------------------- | --------------- | ------------------ | ------ |
| Francja U-20           | 12              | 1                  |        |
| Australia U-20         | 12              | 2                  |        |
| Południowa Afryka U-20 | 12              | 3                  |        |
| Argentyna U-20         | 12              | 4                  |        |
| Anglia U-20            | 12              | 5                  |        |
| Walia U-20             | 12              | 6                  |        |
| Nowa Zelandia U-20     | 12              | 7                  |        |
| Irlandia U-20          | 12              | 8                  |        |
| Włochy U-20            | 10              | 9                  |        |
| Gruzja U-20            | 4               | 10                 |        |
| Fidżi U-20             | 8               | 11                 |        |
| Japonia U-20           | 5               | awans z WRT 2019   |        |

## Faza grupowa

### Grupa A
| 24 czerwca 202314:00 | Francja U-20 | 75:12(42:7) | Japonia U-20                                                 | Danie Craven Stadium, Stellenbosch Sędzia: Hollie Davidson |
| 24 czerwca 202314:00 | Hugo Reus 17 (P 6pd) Noa Zinzen 5 (P) Esteban Capilla 5 (P) Brent Liufau 5 (P) Andy Timo 5 (P) Mathis Ferté 5 (P) Nicolas Depoortere 10 (2P) Léo Carbonneau 5 (P) Marko Gazzotti 10 (2P) Clement Mondinat 8 (4pd) | 75:12(42:7) | Kosho Muto 5 (P) Takashi Omoto 5 (P) Kanjiro Naramoto 2 (pd) | Danie Craven Stadium, Stellenbosch Sędzia: Hollie Davidson |
| 24 czerwca 202314:00 | Nicolas Depoortere · Esteban Capilla | 75:12(42:7) |                                                              | Danie Craven Stadium, Stellenbosch Sędzia: Hollie Davidson |

| 24 czerwca 202316:00 | Walia U-20                                                                      | 26:27(19:5) | Nowa Zelandia U-20 | Paarl Gymnasium, Paarl Sędzia: Anthony Woodthorpe |
| 24 czerwca 202316:00 | Lewis Lloyd 5 (P) Daniel Edwards 11 (P 3pd) Morgan Morse 5 (P) Sam Scarfe 5 (P) | 26:27(19:5) | Che Clarke 5 (P) Macca Springer 5 (P) Caleb Tangitau 5 (P) Sam Hainsworth-Fa’aofo 5 (P) Taha Kemara 4 (2pd) Harry Godfrey 3 (K) | Paarl Gymnasium, Paarl Sędzia: Anthony Woodthorpe |
| 24 czerwca 202316:00 | Gabe Robinson                                                                   | 26:27(19:5) | | Paarl Gymnasium, Paarl Sędzia: Anthony Woodthorpe |

| 29 czerwca 202313:30 | Francja U-20                                                                                              | 35:14(21:0) | Nowa Zelandia U-20                                         | Paarl Gymnasium, Paarl Sędzia: Damian Schneider |
| 29 czerwca 202313:30 | Hugo Reus 10 (5pd) Brent Liufau 5 (P) Théo Attissogbe 5 (P) Posolo Tuilagi 10 (2P) Baptiste Jauneau 5 (P) | 35:14(21:0) | karne przyłożenie – 7 Taha Kemara 2 (pd) Peter Lakai 5 (P) | Paarl Gymnasium, Paarl Sędzia: Damian Schneider |
| 29 czerwca 202313:30 | Baptiste Jauneau · Paul Costes                                                                            | 35:14(21:0) | Macca Springer                                             | Paarl Gymnasium, Paarl Sędzia: Damian Schneider |

| 29 czerwca 202314:00 | Walia U-20 | 41:19(15:19) | Japonia U-20                                                     | Danie Craven Stadium, Stellenbosch Sędzia: Morné Ferreira |
| 29 czerwca 202314:00 | Lewis Lloyd 5 (P) Daniel Edwards 14 (P 3pd K) Tom Florence 5 (P) Bryn Bradley 5 (P) Archie Hughes 5 (P) Louie Hennessey 5 (P) Harri Wilde 2 (pd) | 41:19(15:19) | Kanjiro Naramoto 4 (2pd) Renji Oike 5 (P) Kota Nagashima 10 (2P) | Danie Craven Stadium, Stellenbosch Sędzia: Morné Ferreira |
| 29 czerwca 202314:00 | Evan Hill | 41:19(15:19) | Yoshiki Omachi                                                   | Danie Craven Stadium, Stellenbosch Sędzia: Morné Ferreira |

| 4 lipca 202316:00 | Nowa Zelandia U-20 | 62:19(38:12) | Japonia U-20                                                                                           | Danie Craven Stadium, Stellenbosch Sędzia: Reuben Keane |
| 4 lipca 202316:00 | Macca Springer 15 (3P) Sam Hainsworth-Fa’aofo 5 (P) Taha Kemara 14 (2P 2pd) Harry Godfrey 8 (4pd) Malachi Wrampling 5 (P) Isaac Hutchinson 5 (P) Cooper Flanders 5 (P) Will Stodart 5 (P) | 62:19(38:12) | Takashi Omoto 5 (P) Kanjiro Naramoto 2 (pd) Kota Nagashima 5 (P) Ryohei Imano 5 (P) Shota Taira 2 (pd) | Danie Craven Stadium, Stellenbosch Sędzia: Reuben Keane |
| 4 lipca 202316:00 | Ryotaro Nose | 62:19(38:12) | | Danie Craven Stadium, Stellenbosch Sędzia: Reuben Keane |

| 4 lipca 202316:30 | Francja U-20 | 43:19(24:7) | Walia U-20                                                                       | Athlone Stadium, Kapsztad Sędzia: Takehito Namekawa |
| 4 lipca 202316:30 | Nicolas Depoortere 10 (2P) Léo Carbonneau 5 (P) Clement Mondinat 18 (P 5pd K) Mael Moustin 5 (P) Lino Julien 5 (P) | 43:19(24:7) | Daniel Edwards 4 (2pd) Tom Florence 5 (P) Harri Houston 5 (P) Seb Driscoll 5 (P) | Athlone Stadium, Kapsztad Sędzia: Takehito Namekawa |
| 4 lipca 202316:30 | Brent Liufau · Barnabe Massa                                                                                       | 43:19(24:7) |                                                                                  | Athlone Stadium, Kapsztad Sędzia: Takehito Namekawa |

### Grupa B
| 24 czerwca 202313:30 | Anglia U-20                                                                                     | 34:34(10:15) | Irlandia U-20 | Paarl Gymnasium, Paarl Sędzia: Luc Ramos |
| 24 czerwca 202313:30 | karne przyłożenie – 7 Jacob Cusick 10 (2P) Asher Opoku-Fordjour 5 (P) Connor Slevin 12 (3pd 2K) | 34:34(10:15) | Hugh Cooney 5 (P) George Hadden 5 (P) Ruadhán Quinn 5 (P) Henry McErlean 5 (P) Sam Prendergast 9 (P 2pd) James McNabney 5 (P) | Paarl Gymnasium, Paarl Sędzia: Luc Ramos |
| 24 czerwca 202313:30 | Greg Fisilau                                                                                    | 34:34(10:15) | Diarmuid Mangan · Hugh Cooney                                                                                                 | Paarl Gymnasium, Paarl Sędzia: Luc Ramos |

| 24 czerwca 202316:30 | Australia U-20 | 46:37(24:20) | Fidżi U-20                                                                                                   | Danie Craven Stadium, Stellenbosch Sędzia: Takehito Namekawa |
| 24 czerwca 202316:30 | Darby Lancaster 10 (2P) Mason Gordon 9 (P 2pd) David Vaihu 5 (P) Ronan Leahy 5 (P) Liam Bowron 5 (P) Nick Bloomfield 5 (P) Jack Bowen 7 (2pd K) | 46:37(24:20) | Kavaia Tagiveitaua 5 (P) Waqa Nalaga 5 (P) Timoci Nakalevu 5 (P) Moti Murray 5 (P) Isaiah Ravula 17 (4pd 3K) | Danie Craven Stadium, Stellenbosch Sędzia: Takehito Namekawa |
| 24 czerwca 202316:30 | Marley Pearce | 46:37(24:20) | Peni Waqalala                                                                                                | Danie Craven Stadium, Stellenbosch Sędzia: Takehito Namekawa |

| 29 czerwca 202311:00 | Australia U-20                            | 10:30(10:11) | Irlandia U-20 | Paarl Gymnasium, Paarl Sędzia: Angus Mabey |
| 29 czerwca 202311:00 | Jack Bowen 5 (pd K) Henry O’Donnell 5 (P) | 10:30(10:11) | Sam Prendergast 8 (pd 2K) Brian Gleeson 5 (P) Diarmuid Mangan 5 (P) James Nicholson 5 (P) Gus McCarthy 5 (P) Jack Oliver 2 (pd) | Paarl Gymnasium, Paarl Sędzia: Angus Mabey |
| 29 czerwca 202311:00 | Rory Telfer                               | 10:30(10:11) | | Paarl Gymnasium, Paarl Sędzia: Angus Mabey |

| 29 czerwca 202319:00 | Anglia U-20 | 53:7(22:7) | Fidżi U-20                              | Danie Craven Stadium, Stellenbosch Sędzia: Ben Breakspear |
| 29 czerwca 202319:00 | karne przyłożenie – 7 Connor Slevin 9 (3pd K) Cassius Cleaves 5 (P) Greg Fisilau 5 (P) Tristan Woodman 5 (P) Nye Thomas 5 (P) Nathan Jibulu 5 (P) Toby Thame 5 (P) Nathan Michelow 5 (P) Louie Johnson 2 (pd) | 53:7(22:7) | Isaiah Ravula 2 (pd) Moses McGoon 5 (P) | Danie Craven Stadium, Stellenbosch Sędzia: Ben Breakspear |
| 29 czerwca 202319:00 | Maika Kamikamica · Moses McGoon | 53:7(22:7) |                                         | Danie Craven Stadium, Stellenbosch Sędzia: Ben Breakspear |

| 4 lipca 202313:30 | Irlandia U-20 | 47:27(26:12) | Fidżi U-20                                                                                                 | Danie Craven Stadium, Stellenbosch Sędzia: Morné Ferreira |
| 4 lipca 202313:30 | George Hadden 5 (P) Sam Prendergast 6 (3pd) Brian Gleeson 10 (2P) Gus McCarthy 10 (2P) Danny Sheahan 5 (P) Andrew Osborne 5 (P) Matthew Lynch 6 (3pd) | 47:27(26:12) | Moti Murray 5 (P) Isaiah Ravula 7 (P pd) Moses McGoon 5 (P) Manieta Navonovono 5 (P) Pateresio Finau 5 (P) | Danie Craven Stadium, Stellenbosch Sędzia: Morné Ferreira |
| 4 lipca 202313:30 | Sireli Masiwini | 47:27(26:12) | | Danie Craven Stadium, Stellenbosch Sędzia: Morné Ferreira |

| 4 lipca 202314:00 | Australia U-20                                                                             | 22:22(17:14) | Anglia U-20                                                                             | Athlone Stadium, Kapsztad Sędzia: Eoghan Cross |
| 4 lipca 202314:00 | Jack Bowen 7 (2pd K) Max Craig 5 (P) Harry McLaughlin-Phillips 5 (P) Leafi Talataina 5 (P) | 22:22(17:14) | Connor Slevin 7 (2pd K) Cassius Cleaves 5 (P) Nathan Jibulu 5 (P) Charlie Bracken 5 (P) | Athlone Stadium, Kapsztad Sędzia: Eoghan Cross |
| 4 lipca 202314:00 | Chandler Cunningham-South · Rekeiti Ma’asi White                                           | 22:22(17:14) |                                                                                         | Athlone Stadium, Kapsztad Sędzia: Eoghan Cross |

### Grupa C
| 24 czerwca 202311:00 | Argentyna U-20 | 43:15(21:8) | Włochy U-20                                                      | Paarl Gymnasium, Paarl Sędzia: Eoghan Cross |
| 24 czerwca 202311:00 | Eliseo Chiavassa 5 (P) Valentino Dicapua 2 (pd) Valentino Minoyetti 5 (P) Juan Baronio 16 (P 4pd dg) Federico Rolotti 5 (P) Mateo Soler 5 (P) Nicolas Lopez Gonzalez 5 (P) | 43:15(21:8) | Dewi Passarella 5 (P) David Odiase 5 (P) Giovanni Sante 5 (pd K) | Paarl Gymnasium, Paarl Sędzia: Eoghan Cross |

| 24 czerwca 202319:00 | Południowa Afryka U-20                                                            | 33:23(20:7) | Gruzja U-20                                                                                        | Danie Craven Stadium, Stellenbosch Sędzia: Ben Breakspear |
| 24 czerwca 202319:00 | Jurenzo Julius 5 (P) Kat Letebele 5 (P) Ethan Hooker 5 (P) Jean Smith 18 (3pd 4K) | 33:23(20:7) | Nika Babunashvili 5 (P) Luka Tsirekidze 5 (P) Lasha Tsikhistavi 5 (P) Petre Khutsishvili 8 (pd 2K) | Danie Craven Stadium, Stellenbosch Sędzia: Ben Breakspear |
| 24 czerwca 202319:00 | Ghudian Van Reenen                                                                | 33:23(20:7) | | Danie Craven Stadium, Stellenbosch Sędzia: Ben Breakspear |

| 29 czerwca 202316:00 | Południowa Afryka U-20                                                                         | 26:34(12:17) | Włochy U-20 | Paarl Gymnasium, Paarl Sędzia: Reuben Keane |
| 29 czerwca 202316:00 | Jurenzo Julius 5 (P) Kat Letebele 5 (P) Damian Markus 5 (P) Juann Else 5 (P) Imad Khan 6 (3pd) | 26:34(12:17) | karne przyłożenie – 7 Giovanni Sante 3 (K) Nicholas Gasperini 5 (P) Marcos Francesco Gallorini 10 (2P) Simone Brisighella 9 (3pd K) | Paarl Gymnasium, Paarl Sędzia: Reuben Keane |
| 29 czerwca 202316:00 | Mawande Mdanda                                                                                 | 26:34(12:17) | | Paarl Gymnasium, Paarl Sędzia: Reuben Keane |

| 29 czerwca 202316:30 | Argentyna U-20                                                              | 0:20(0:14) | Gruzja U-20        | Danie Craven Stadium, Stellenbosch Sędzia: Hollie Davidson |
| 29 czerwca 202316:30 | Petre Khutsishvili 10 (2pd 2K) Luka Khorbaladze 5 (P) Basa Khonelidze 5 (P) | 0:20(0:14) |                    | Danie Craven Stadium, Stellenbosch Sędzia: Hollie Davidson |
| 29 czerwca 202316:30 | Mateo Soler                                                                 | 0:20(0:14) | Petre Khutsishvili | Danie Craven Stadium, Stellenbosch Sędzia: Hollie Davidson |

| 4 lipca 202311:00 | Włochy U-20                                                                         | 17:30(10:18) | Gruzja U-20                                                                                         | Danie Craven Stadium, Stellenbosch Sędzia: Damian Schneider |
| 4 lipca 202311:00 | Marcos Francesco Gallorini 5 (P) Simone Brisighella 7 (2pd K) Lorenzo Casilio 5 (P) | 17:30(10:18) | Petre Khutsishvili 10 (2pd 2K) Basa Khonelidze 10 (2P) Nika Lomidze 5 (P) Tamaz Tchamiashvili 5 (P) | Danie Craven Stadium, Stellenbosch Sędzia: Damian Schneider |
| 4 lipca 202311:00 | Marcos Francesco Gallorini · Matthias Douglas                                       | 17:30(10:18) | Giorgi Shvelidze                                                                                    | Danie Craven Stadium, Stellenbosch Sędzia: Damian Schneider |

| 4 lipca 202319:00 | Południowa Afryka U-20                                    | 24:16(7:16) | Argentyna U-20                                   | Athlone Stadium, Kapsztad Sędzia: Luc Ramos |
| 4 lipca 202319:00 | Jean Smith 9 (3pd K) Juann Else 5 (P) Corné Beets 10 (2P) | 24:16(7:16) | Valentino Dicapua 11 (pd 3K) Renzo Zanella 5 (P) | Athlone Stadium, Kapsztad Sędzia: Luc Ramos |
| 4 lipca 202319:00 | JF Van Heerden                                            | 24:16(7:16) |                                                  | Athlone Stadium, Kapsztad Sędzia: Luc Ramos |

## Faza pucharowa

### Mecze o miejsca 9–12
|  |                        |                        |                        |                   |    |                   |                   |                   |
|  | Półfinały o 9. miejsce | Półfinały o 9. miejsce | Półfinały o 9. miejsce |                   |    | Mecz o 9. miejsce | Mecz o 9. miejsce | Mecz o 9. miejsce |
|  | Półfinały o 9. miejsce | Półfinały o 9. miejsce | Półfinały o 9. miejsce |                   |    | Mecz o 9. miejsce | Mecz o 9. miejsce | Mecz o 9. miejsce |
|  | 9 lipca                |                        |                        |                   |    |                   |                   |                   |
|  |                        |                        |                        |                   |    |                   |                   |                   |
|  | Włochy U-20            | Włochy U-20            | 26                     |                   |    |                   |                   |                   |
|  | Włochy U-20            | Włochy U-20            | 26                     | 14 lipca          |    |                   |                   |                   |
|  | Fidżi U-20             | Fidżi U-20             | 41                     |                   |    |                   |                   |                   |
|  | Fidżi U-20             | Fidżi U-20             | 41                     |                   |    | Fidżi U-20        | Fidżi U-20        | 22                |
|  | 9 lipca                |                        |                        |                   |    | Fidżi U-20        | Fidżi U-20        | 22                |
|  |                        |                        | Argentyna U-20         | Argentyna U-20    | 43 |                   |                   |                   |
|  | Argentyna U-20         | Argentyna U-20         | Argentyna U-20         | Argentyna U-20    | 43 | 45                |                   |                   |
|  | Argentyna U-20         | Argentyna U-20         |                        |                   |    |                   |                   |                   |
|  | Japonia U-20           | Japonia U-20           | 20                     |                   |    |                   |                   |                   |
|  | Japonia U-20           | Japonia U-20           | 20                     | Mecz o 3. miejsce |    |                   |                   |                   |
|  |                        |                        |                        |                   |    |                   |                   |                   |
|  | 14 lipca               |                        |                        |                   |    |                   |                   |                   |
|  |                        |                        |                        |                   |    |                   |                   |                   |
|  | Włochy U-20            | Włochy U-20            | 45                     |                   |    |                   |                   |                   |
|  | Włochy U-20            | Włochy U-20            | 45                     |                   |    |                   |                   |                   |
|  | Japonia U-20           | Japonia U-20           | 27                     |                   |    |                   |                   |                   |
|  | Japonia U-20           | Japonia U-20           | 27                     |                   |    |                   |                   |                   |

| 9 lipca 202314:00 | Włochy U-20 | 26:41(12:24) | Fidżi U-20 | Paarl Gymnasium, Paarl Sędzia: Luc Ramos |
| 9 lipca 202314:00 | Nicholas Gasperini 5 (P) Marcos Francesco Gallorini 5 (P) Simone Brisighella 6 (3pd) Jacopo Botturi 5 (P) Giovanni Quattrini 5 (P) | 26:41(12:24) | Isikeli Basiyalo 5 (P) Isaiah Ravula 16 (5pd 2K) Pateresio Finau 5 (P) Sakenasa Nalasi 5 (P) Sireli Masiwini 5 (P) Mesake Vocevoce 5 (P) | Paarl Gymnasium, Paarl Sędzia: Luc Ramos |
| 9 lipca 202314:00 | Manieta Navonovono | 26:41(12:24) | | Paarl Gymnasium, Paarl Sędzia: Luc Ramos |

| 9 lipca 202316:30 | Argentyna U-20 | 45:20(24:7) | Japonia U-20                                                       | Paarl Gymnasium, Paarl Sędzia: Morné Ferreira |
| 9 lipca 202316:30 | Eliseo Chiavassa 5 (P) Valentino Dicapua 6 (3pd) Mateo Soler 5 (P) Aitor Bildosola 5 (P) Augustin Moyano 5 (P) Faustino Sanchez Valarolo 5 (P) Felipe Mallia 9 (P 2pd) Efrain Elias 5 (P) | 45:20(24:7) | Kanjiro Naramoto 10 (2pd 2K) Renji Oike 5 (P) Yoshiki Omachi 5 (P) | Paarl Gymnasium, Paarl Sędzia: Morné Ferreira |
| 9 lipca 202316:30 | Valentino Dicapua | 45:20(24:7) |                                                                    | Paarl Gymnasium, Paarl Sędzia: Morné Ferreira |

| 14 lipca 202314:30 | Fidżi U-20                                                             | 22:43(5:29) | Argentyna U-20 | Danie Craven Stadium, Stellenbosch Sędzia: Ben Breakspear |
| 14 lipca 202314:30 | Isikeli Basiyalo 12 (2P pd) Kavaia Tagiveitaua 5 (P) Waqa Nalaga 5 (P) | 22:43(5:29) | karne przyłożenie – 7 Eliseo Chiavassa 10 (2P) Ernesto Giudice 5 (P) Tomas Di Biase 5 (P) Valentin Soler Filloy 5 (P) Valentino Dicapua 6 (3pd) Valentino Minoyetti 5 (P) | Danie Craven Stadium, Stellenbosch Sędzia: Ben Breakspear |
| 14 lipca 202314:30 | Timoci Nakalevu · Philip Baselala · Sireli Masiwini                    | 22:43(5:29) | Mateo Lorenzo · Mateo Soler · Facundo Garcia Hamilton | Danie Craven Stadium, Stellenbosch Sędzia: Ben Breakspear |

| 14 lipca 202312:00 | Włochy U-20 | 45:27(26:10) | Japonia U-20 | Danie Craven Stadium, Stellenbosch Sędzia: Eoghan Cross |
| 14 lipca 202312:00 | Dewi Passarella 15 (3P) David Odiase 5 (P) Simone Brisighella 10 (5pd) Lorenzo Casilio 5 (P) Filippo Bozzoni 5 (P) Alessandro Gesi 5 (P) | 45:27(26:10) | Kanjiro Naramoto 5 (pd K) Renji Oike 5 (P) Kota Nagashima 5 (P) Yoshiki Omachi 5 (P) Keito Hayashi 5 (P) Kengo Nonaka 2 (pd) | Danie Craven Stadium, Stellenbosch Sędzia: Eoghan Cross |
| 14 lipca 202312:00 | Filippo Bozzoni | 45:27(26:10) | Yutaro Takahashi | Danie Craven Stadium, Stellenbosch Sędzia: Eoghan Cross |

### Mecze o miejsca 5–8
|  |                        |                        |                        |                   |    |                   |                   |                   |
|  | Półfinały o 5. miejsce | Półfinały o 5. miejsce | Półfinały o 5. miejsce |                   |    | Mecz o 5. miejsce | Mecz o 5. miejsce | Mecz o 5. miejsce |
|  | Półfinały o 5. miejsce | Półfinały o 5. miejsce | Półfinały o 5. miejsce |                   |    | Mecz o 5. miejsce | Mecz o 5. miejsce | Mecz o 5. miejsce |
|  | 9 lipca                |                        |                        |                   |    |                   |                   |                   |
|  |                        |                        |                        |                   |    |                   |                   |                   |
|  | Gruzja U-20            | Gruzja U-20            | 21                     |                   |    |                   |                   |                   |
|  | Gruzja U-20            | Gruzja U-20            | 21                     | 14 lipca          |    |                   |                   |                   |
|  | Walia U-20             | Walia U-20             | 40                     |                   |    |                   |                   |                   |
|  | Walia U-20             | Walia U-20             | 40                     |                   |    | Walia U-20        | Walia U-20        | 33                |
|  | 9 lipca                |                        |                        |                   |    | Walia U-20        | Walia U-20        | 33                |
|  |                        |                        | Australia U-20         | Australia U-20    | 57 |                   |                   |                   |
|  | Nowa Zelandia U-20     | Nowa Zelandia U-20     | Australia U-20         | Australia U-20    | 57 | 35                |                   |                   |
|  | Nowa Zelandia U-20     | Nowa Zelandia U-20     |                        |                   |    |                   |                   |                   |
|  | Australia U-20         | Australia U-20         | 44                     |                   |    |                   |                   |                   |
|  | Australia U-20         | Australia U-20         | 44                     | Mecz o 3. miejsce |    |                   |                   |                   |
|  |                        |                        |                        |                   |    |                   |                   |                   |
|  | 14 lipca               |                        |                        |                   |    |                   |                   |                   |
|  |                        |                        |                        |                   |    |                   |                   |                   |
|  | Gruzja U-20            | Gruzja U-20            | 26                     |                   |    |                   |                   |                   |
|  | Gruzja U-20            | Gruzja U-20            | 26                     |                   |    |                   |                   |                   |
|  | Nowa Zelandia U-20     | Nowa Zelandia U-20     | 50                     |                   |    |                   |                   |                   |
|  | Nowa Zelandia U-20     | Nowa Zelandia U-20     | 50                     |                   |    |                   |                   |                   |

| 9 lipca 202314:00 | Nowa Zelandia U-20                                                                                              | 35:44(25:18) | Australia U-20 | Athlone Stadium, Kapsztad Sędzia: Takehito Namekawa |
| 9 lipca 202314:00 | Macca Springer 5 (P) Caleb Tangitau 10 (2P) Taha Kemara 10 (2pd dg K) Malachi Wrampling 5 (P) Jack Taylor 5 (P) | 35:44(25:18) | Ronan Leahy 5 (P) Henry O’Donnell 5 (P) Max Craig 10 (2P) Harry McLaughlin-Phillips 9 (3pd K) Tim Ryan 10 (2P) Teddy Wilson 5 (P) | Athlone Stadium, Kapsztad Sędzia: Takehito Namekawa |
| 9 lipca 202314:00 | Malachi Wrampling · Xavi Taele · Tom Allen                                                                      | 35:44(25:18) | | Athlone Stadium, Kapsztad Sędzia: Takehito Namekawa |

| 9 lipca 202319:00 | Gruzja U-20                                                                                           | 21:40(6:7) | Walia U-20 | Paarl Gymnasium, Paarl Sędzia: Hollie Davidson |
| 9 lipca 202319:00 | Petre Khutsishvili 6 (2K) Tamaz Tchamiashvili 5 (P) Giorgi Mamaiashvili 5 (P) Tornike Kakhoidze 5 (P) | 21:40(6:7) | Lewis Lloyd 5 (P) Daniel Edwards 8 (4pd) Louie Hennessey 10 (2P) Harri Wilde 2 (pd) Harri Houston 5 (P) Lucas De La Rua 5 (P) Joe Westwood 5 (P) | Paarl Gymnasium, Paarl Sędzia: Hollie Davidson |
| 9 lipca 202319:00 | Tornike Kakhoidze                                                                                     | 21:40(6:7) | Louie Hennessey | Paarl Gymnasium, Paarl Sędzia: Hollie Davidson |

| 14 lipca 202313:00 | Walia U-20 | 33:57(5:15) | Australia U-20 | Athlone Stadium, Kapsztad Sędzia: Angus Mabey |
| 14 lipca 202313:00 | Lewis Lloyd 5 (P) Daniel Edwards 6 (3pd) Harri Wilde 2 (pd) Harri Williams 5 (P) Ryan Woodman 5 (P) Llien Morgan 10 (2P) | 33:57(5:15) | Liam Bowron 5 (P) Jack Bowen 17 (P 6pd) Henry O’Donnell 10 (2P) Teddy Wilson 5 (P) Ned Slack-Smith 5 (P) Toby Macpherson 10 (2P) Marley Pearce 5 (P) | Athlone Stadium, Kapsztad Sędzia: Angus Mabey |

| 14 lipca 202316:00 | Gruzja U-20                                                                                   | 26:50(14:33) | Nowa Zelandia U-20 | Danie Craven Stadium, Stellenbosch Sędzia: Anthony Woodthorpe |
| 14 lipca 202316:00 | Petre Khutsishvili 6 (3pd) Basa Khonelidze 10 (2P) Irakli Aptsiauri 5 (P) Vazha Mikadze 5 (P) | 26:50(14:33) | karne przyłożenie – 7 Che Clarke 5 (P) Caleb Tangitau 10 (2P) Taha Kemara 13 (5pd K) Peter Lakai 5 (P) Will Stodart 5 (P) Noah Hotham 5 (P) | Danie Craven Stadium, Stellenbosch Sędzia: Anthony Woodthorpe |
| 14 lipca 202316:00 | Shako Aptsiauri                                                                               | 26:50(14:33) | Ben Ake · Malachi Wrampling | Danie Craven Stadium, Stellenbosch Sędzia: Anthony Woodthorpe |

### Mecze o miejsca 1–4
|  |                        |                        |              |                   |    |               |               |       |
|  | Półfinały              | Półfinały              | Półfinały    |                   |    | Finał         | Finał         | Finał |
|  | Półfinały              | Półfinały              | Półfinały    |                   |    | Finał         | Finał         | Finał |
|  | 9 lipca                |                        |              |                   |    |               |               |       |
|  |                        |                        |              |                   |    |               |               |       |
|  | Irlandia U-20          | Irlandia U-20          | 31           |                   |    |               |               |       |
|  | Irlandia U-20          | Irlandia U-20          | 31           | 14 lipca          |    |               |               |       |
|  | Południowa Afryka U-20 | Południowa Afryka U-20 | 12           |                   |    |               |               |       |
|  | Południowa Afryka U-20 | Południowa Afryka U-20 | 12           |                   |    | Irlandia U-20 | Irlandia U-20 | 14    |
|  | 9 lipca                |                        |              |                   |    | Irlandia U-20 | Irlandia U-20 | 14    |
|  |                        |                        | Francja U-20 | Francja U-20      | 50 |               |               |       |
|  | Francja U-20           | Francja U-20           | Francja U-20 | Francja U-20      | 50 | 52            |               |       |
|  | Francja U-20           | Francja U-20           |              |                   |    |               |               |       |
|  | Anglia U-20            | Anglia U-20            | 31           |                   |    |               |               |       |
|  | Anglia U-20            | Anglia U-20            | 31           | Mecz o 3. miejsce |    |               |               |       |
|  |                        |                        |              |                   |    |               |               |       |
|  | 14 lipca               |                        |              |                   |    |               |               |       |
|  |                        |                        |              |                   |    |               |               |       |
|  | Południowa Afryka U-20 | Południowa Afryka U-20 | 22           |                   |    |               |               |       |
|  | Południowa Afryka U-20 | Południowa Afryka U-20 | 22           |                   |    |               |               |       |
|  | Anglia U-20            | Anglia U-20            | 15           |                   |    |               |               |       |
|  | Anglia U-20            | Anglia U-20            | 15           |                   |    |               |               |       |

| 9 lipca 202316:30 | Irlandia U-20                                                                           | 31:12(7:0) | Południowa Afryka U-20                                  | Athlone Stadium, Kapsztad Sędzia: Anthony Woodthorpe |
| 9 lipca 202316:30 | Sam Prendergast 11 (4pd K) Brian Gleeson 5 (P) James Nicholson 10 (2P) Sam Berman 5 (P) | 31:12(7:0) | Jean Smith 2 (pd) Imad Khan 5 (P) Coetzee Le Roux 5 (P) | Athlone Stadium, Kapsztad Sędzia: Anthony Woodthorpe |
| 9 lipca 202316:30 | Jannes Potgieter                                                                        | 31:12(7:0) |                                                         | Athlone Stadium, Kapsztad Sędzia: Anthony Woodthorpe |

| 9 lipca 202319:00 | Francja U-20 | 52:31(14:24) | Anglia U-20 | Athlone Stadium, Kapsztad Sędzia: Angus Mabey |
| 9 lipca 202319:00 | karne przyłożenie – 7 Hugo Reus 20 (P 6pd K) Mathis Ferté 5 (P) Marko Gazzotti 5 (P) Oscar Jegou 5 (P) Paul Costes 5 (P) Lenni Nouchi 5 (P) | 52:31(14:24) | Cassius Cleaves 5 (P) Louie Johnson 9 (3pd K) Chandler Cunningham-South 5 (P) Alex Wills 5 (P) Sam Harris 7 (P pd) | Athlone Stadium, Kapsztad Sędzia: Angus Mabey |
| 9 lipca 202319:00 | Finn Carnduff | 52:31(14:24) | | Athlone Stadium, Kapsztad Sędzia: Angus Mabey |

| 14 lipca 202318:00 | Irlandia U-20                                                | 14:50(14:17) | Francja U-20 | Athlone Stadium, Kapsztad Sędzia: Damian Schneider |
| 14 lipca 202318:00 | Sam Prendergast 4 (2pd) Fintan Gunne 5 (P) John Devine 5 (P) | 14:50(14:17) | Hugo Reus 15 (6pd K) Mathis Ferté 10 (2P) Nicolas Depoortere 5 (P) Lino Julien 5 (P) Lenni Nouchi 5 (P) Pierre Jouvin 5 (P) Leo Drouet 5 (P) | Athlone Stadium, Kapsztad Sędzia: Damian Schneider |
| 14 lipca 202318:00 | Paddy McCarthy                                               | 14:50(14:17) | | Athlone Stadium, Kapsztad Sędzia: Damian Schneider |

| 14 lipca 202315:30 | Południowa Afryka U-20                                                            | 22:15(22:15) | Anglia U-20                                               | Athlone Stadium, Kapsztad Sędzia: Reuben Keane |
| 14 lipca 202315:30 | Jean Smith 7 (2pd K) Juann Else 5 (P) Corné Beets 5 (P) Hendrik Sieberhagen 5 (P) | 22:15(22:15) | Connor Slevin 5 (pd K) Craig Wright 5 (P) Zach Carr 5 (P) | Athlone Stadium, Kapsztad Sędzia: Reuben Keane |